# Bad River

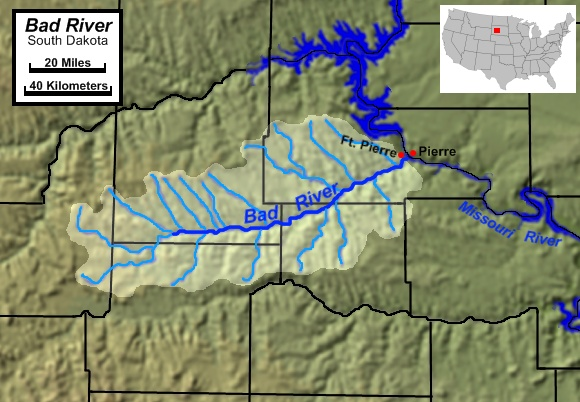

La rivière Bad River est un affluent de la rivière Missouri, d’environ 259 km de long, dans le centre du Dakota du Sud aux États-Unis.
La rivière est formée à Philip, dans le Dakota du Sud, par la confluence de ses fourches nord et sud. La North Fork Bad River prend sa source dans l’est du comté de Pennington et coule pendant 82 km vers l’est-sud-est jusqu’à Philip, tandis que la South Fork Bad River prend sa source au confluent de Whitewater Creek et Big Buffalo Creek dans le comté de Jackson, dans la Buffalo Gap National Grassland, et coule pendant 58 km au nord-est jusqu’à Philip. Le tronçon principal de la rivière Bad coule vers l’est-nord-est depuis Philip, passant par Midland et Capa. Elle rejoint le Missouri à Fort Pierre. Le bassin versant de Bad river s’étend sur environ 7 800 km2 et est situé au sud de la rivière Cheyenne, dans les collines de Pierre et les plateaux du sud. 
Le bassin de la rivière est connu pour ses dépôts de manganèse et de terre à foulon.

## Source
- (en) Cet article est partiellement ou en totalité issu de l’article de Wikipédia en anglais intitulé « Bad River (South Dakota) » (voir la liste des auteurs).